# Ridgefield (Waszyngton)
Ridgefield – miasto w Stanach Zjednoczonych, w stanie Waszyngton, w hrabstwie Clark.